# Ghost Empire
Ghost Empire är det tyska metalcore-bandet Calibans nionde studioalbum, utgivet i januari 2014 på Century Media Records.
Matt Heafy (Trivium) bidrog med gästsång.
Ghost Empire tog sig in på de tyska, österrikiska och schweiziska topplistorna, som högst på plats 7 (Tyskland).
Albumet producerade två musikvideor: "Devil's Night" och "nebeL".

## Låtlista
1. "King" – 4:02
2. "Chaos – Creation" – 3:30
3. "Wolves and Rats" – 3:59
4. "nebeL" – 3:11
5. "I Am Ghost" – 3:46
6. "Devil's Night" – 4:23
7. "Your Song" – 4:26
8. "Cries and Whispers" – 3:55
9. "Good Man" – 5:07
10. "I Am Rebellion" – 4:21
11. "Who We Are" – 4:09
12. "My Vertigo" – 3:15

Bonusspår på digipakutgåvan
1. "Falling Downwards" – 3:47

## Medverkande
Musiker
- Andreas Dörner – sång
- Marc Görtz – gitarr
- Denis Schmidt – gitarr, sång
- Marco Schaller – basgitarr
- Patrick Grün – trummor

Bidragande musiker
- Bastian Sobtzick – sång
- Matt Heafy – sång
- Christoph Koterzina – sång

Produktion
- Benny Richter – producent
- Marc Görtz – producent
- Klaus Scheuermann – mixning
- Olman Viper – mastering
- Christopher Lovell – albumkonst